# Gemeinde (Schweden)

Die schwedischen Gemeinden (kommuner)

Gemeinde (schwedisch kommun, daher auch manchmal als Kommune übersetzt) ist die Bezeichnung für eine Verwaltungseinheit in Schweden im Rahmen der Verwaltungsgliederung des Landes.
Der deutsche Ausdruck Gemeinde kann zu Missverständnissen führen, da das schwedische Verwaltungssystem anders funktioniert und die schwedischen Kommunen andere Aufgaben haben als deutsche. Darüber hinaus gibt es in Schweden keine Unterteilung in Städte und Gemeinden, so dass die Übersetzung Gemeinde für den schwedischen Begriff kommun den Eindruck erwecken kann, als handele es sich dabei um eine kommunale Einheit mit geringer Bevölkerungszahl. Doch auch die größten Städte Schwedens, Stockholm, Göteborg und Malmö, sind vom Status her eine kommun. Aus verwaltungstechnischer Sicht sind die schwedischen Gemeinden den LAU 2 gleichzusetzen. Historisch bestand etwa eine historische Unterscheidung nach den Gemeindetypen Stadtgemeinde (stadskommun), Marktgemeinde (köping) und Landgemeinde (landskommun); sie wurde in den 1970er Jahren abgeschafft.

## Geschichte
Die lokale Selbstverwaltung hat ihre Wurzeln im Mittelalter. Sie bildete den Ausgangspunkt für die erste schwedische Gemeindeordnung von 1862, in der das Land in ungefähr 2500 Gemeinden (Städte, Märkte und Landgemeinden) eingeteilt wurde. Eine Modernisierung der kommunalen Verwaltungsstruktur erfolgte in mehreren Schritten zwischen 1952 und 1971, in der die 2500 Gemeinden zu 278 Großgemeinden zusammengeführt wurden und gleichzeitig die Unterscheidung zwischen verschiedenen Gemeindetypen abgeschafft wurde. Dies geschah vor allem, um den Gemeinden eine ausreichende Bevölkerungsbasis zur Durchführung der kommunalen Aufgaben im Rahmen der kommunalen Selbstverwaltung, die im neuen Grundgesetz zur Regierungsform 1975 zum ersten Mal ausdrücklich erwähnt wurde, zu sichern. Nach der Gemeindereform von 1992 gibt es heute 290 Gemeinden, die in der Regel aus mehreren Ortschaften bestehen und im dünn besiedelten Norden des Landes flächenmäßig die Größe deutscher Bundesländer (wie z. B. Sachsen) erreichen können.
Die administrative Paralleleinteilung in Kirchengemeinden (församling), die bis 1999 bestand, wurde mit der Trennung von Kirche und Staat im Jahr 2000 aufgegeben.
Schon in der Gemeindeordnung von 1862 wurde eine zweite kommunale Ebene eingerichtet, die auch heute noch besteht: der Provinziallandtag (schwed. landsting). Der Provinziallandtag übernimmt kommunale Aufgaben, die die Kraft einzelner Gemeinden übersteigt, vor allem im Bereich der Krankenpflege.
Die größten Gemeinden, gemessen an der Einwohnerzahl, waren am 31. Dezember 2013:
| Gemeinde    | Einwohner (31. Dezember 2013) |
| ----------- | ----------------------------- |
| Stockholm   | 897.700                       |
| Göteborg    | 533.271                       |
| Malmö       | 312.994                       |
| Uppsala     | 205.199                       |
| Linköping   | 150.202                       |
| Västerås    | 142.131                       |
| Örebro      | 140.599                       |
| Norrköping  | 133.749                       |
| Helsingborg | 132.989                       |
| Jönköping   | 130.798                       |

## Aufgaben im Rahmen der kommunalen Selbstverwaltung
Die kommunale Selbstverwaltung wurde im Grundgesetz zur Regierungsform 1975 festgeschrieben, und deren Kompetenz im Kommunalgesetz von 1992 definiert. Darüber hinaus hat der Reichstag den Gemeinden durch Gesetzgebung obligatorische Verwaltungsaufgaben auferlegt, wie z. B.
- Kinderbetreuung
- Schulwesen (Grundschulen und Gymnasien)
- Sozialdienst
- Altenpflege
- Betreuung und Fürsorge physisch und psychisch behinderter Menschen
- Städteplanung und Bauwesen
- Rettungsdienst, Brandschutz und Zivilschutz
- Umwelt- und Gesundheitsschutz
- technische Infrastruktur (Energieversorgung, Wasserversorgung, Abwasserentsorgung, Müllabfuhr, Straßenreinigung, kommunaler Straßenbau und -instandhaltung u. a.)

Zur besseren Bewältigung gewisser Aufgaben können Gemeinden einen Kommunalverband (schwed. kommunalförbund) bilden, in dem eine regional begrenzte, kommunale Zusammenarbeit (z. B. für das Schulwesen) besteht.

## Gemeindeorganisation
Jede Gemeinde hat ein vom Volk gewähltes Beschlussorgan, den Gemeinderat (schwed. kommunfullmäktige). Der Gemeinderat wird alle vier Jahre bei allgemeinen Wahlen gleichzeitig mit dem Provinziallandtag und dem Reichstag nach dem Verhältniswahlrecht gewählt. Der Gemeinderat wählt den Gemeindevorstand (schwed. kommunstyrelse) und dessen Vorsitzenden sowie einen oder zwei Stellvertreter. Der Vorsitzende des Gemeindevorstands erhält in der Regel ein festes Gehalt (kommunalråd).
Wie die Gemeinde ihre Arbeit organisiert, ist ihr gemäß dem neuen Kommunalgesetz selbst überlassen. Auf jeden Fall ist die Gemeindeverwaltung in Ausschüssen (schwed. nämnd) organisiert, die heutzutage – je nach Gemeinde – drei verschiedenen Modellen folgen:
- dem Sektorenmodell (Ressortmodell), bei dem die Ausschüsse die einzelnen Sektoren der Gemeindeverwaltung widerspiegeln (z. B. Schulausschuss, Sozialausschuss, Bauausschuss u. a.),
- dem territorialen Modell, bei dem die Gemeinde ihr Gebiet in räumlich begrenzte Einheiten einteilt und für diese eigene Ausschüsse einsetzt (z. B. Stockholm, das ähnlich wie Wien, Berlin oder andere Großstädte in Gemeindebezirke unterteilt wird),
- dem Besteller-Ausführer-Modell, bei dem die Gemeindetätigkeit nach Bestellern und Ausführern nach einem marktwirtschaftlichen Prinzip organisiert wird (z. B. Gemeinderat beschließt die Linienführungen und Fahrpläne der Stadtbusse und macht eine Ausschreibung, an der sich verschiedene Busunternehmen beteiligen und der Bestbieter, der den Zuschlag erhält, hat anschließend den öffentlichen Linienverkehr nach den Vorgaben des Gemeinderates auszuführen).

Vor allem das letztere Modell hat zur Ausgliederung von gewissen Dienstleistungen in gemeindeeigene Aktiengesellschaften geführt. In vielen Gemeinden kommen je nach Sachgebiet alle drei oder zumindest zwei der genannten Modelle zur Anwendung, vor allem eine Kombination aus Sektoren- und Besteller-Ausführer-Modell ist häufig anzutreffen.

## Gemeindehaushalt
Die Aufgaben der Gemeinde werden zu mehr als der Hälfte durch die Erhebung von kommunalen Einkommensteuern finanziert. Im Jahr 2006 betrug der höchste Steuersatz für die kommunale Einkommensteuer für Gemeinden und Provinziallandtage 34,24 % (Gemeinde Dals-Ed) und der niedrigste 28,89 % (Gemeinde Vellinge). Darüber hinaus bekommen die Gemeinden staatliche Zuschüsse (z. B. Lastenausgleich) und erheben Abgaben für gewisse Dienstleistungen.
Auf der Ausgabenseite sind die größten Bereiche das Schulwesen (28 % der Bruttokosten), Altenpflege und Betreuung von Behinderten (27 %) und die Kinderbetreuung (13 %).

## Kommunale Interessenvertretung
Die schwedischen Gemeinden sind im Gemeindeverband „Sveriges kommuner och landsting“ (SKL) organisiert, der ihre Interessen v. a. gegenüber dem Staat vertreten soll. Dieser Gemeindeverband entstand 2003–2007 durch Vereinigung von „kommunförbundet“ und „landstingsförbundet“, die früher die Gemeinden und Gebietskörperschaften vertreten hatten. SKL ist keine Behörde, sondern ein gemeinnütziger Verein. Neben ihrer Aufgabe der Öffentlichkeitsarbeit und der Beteiligung am Gesetzgebungsprozess als Gutachter bieten sie ihren Mitgliedern auch einen umfassenden Service (u. a. Beratung in juristischen, wirtschaftlichen und administrativen Fragen). Neben SKL, in dem alle schwedischen Gemeinden vertreten sind, gibt es auch regionale Gemeindeverbände, wie den Gemeindeverband in der Region Stockholm, „Kommunförbundet Stockholms län“.